# Cambaridae
Cambaridae é uma família de crustáceos pertencente à ordem Decapoda, considerada, do ponto de vista da diversidade, a maior das três famílias de lagostins de água doce, agrupando mais de 400 espécies. A maioria das espécies tem distribuição natural na América do Norte, nas bacias hidrográficas a leste da Divisória Continental, entre as quais as espécies ivasoras Procambarus clarkii e Orconectes rusticus, com a algumas espécies no Extremo Oriente e Japão, entre as quais o zarigani (Cambaroides japonicus).

## Descrição
Um estudo de genética molecular realizado em 2006 sugeriu que a família Cambaridae pode ser parafilética, com a família Astacidae anichada no seu interior, e que o estatuto do géneros Cambaroides era incerto.

## Géneros
A família Cambaridae inclui os seguintes géneros:
- Barbicambarus
- Bouchardina
- Cambarellus
- Cambaroides
- Cambarus
- Distocambarus
- Fallicambarus
- Faxonella
- Hobbseus
- Orconectes
- Procambarus
- Troglocambarus